# Kroni
Kroni é um antigo demônio indiano conhecido por ser cruel e impiedoso, seu nome é muitas vezes associado ao de Cronos, um poderoso titã grego da primeira geração de titãs da Mitologia Grega.
Kroni é temido até os dias de hoje pelos indianos, é considerado o deus do inferno, rei do mundo inferior indiano, é assim que lá é conhecido como uma figura monstruosa.
Kroni castiga cruelmente os mortais indianos que vão para seu reino, o inferno, já os mortais que vão para o céu vivem em paz, até a hora de reencarnarem. Aqueles que vão para o mundo inferior indiano sofrem inacreditavelmente até chegar a hora de eles reencarnarem, mas isso só poderá acontecer quando eles estiverem completamente arrependidos; então lhes é dada uma segunda chance.